# Metriocnemus longistylus
Metriocnemus longistylus är en tvåvingeart som först beskrevs av Jean-Jacques Kieffer 1922.  Metriocnemus longistylus ingår i släktet Metriocnemus och familjen fjädermyggor. Inga underarter finns listade i Catalogue of Life.